# Carlo Deman
Carlo Deman, né en 1929 à Charleroi, est un chanteur belge qui chante en français et en néerlandais. Sa chanson néerlandaise la plus célèbre est Het was maar comedie.
Carlo Deman a des parents flamands. Il se produit pour la première fois à l'âge de 18 ans sous le nom de Charlie Dan. Après la mort de son père, il déménage avec sa mère à Aarschot. Il s'est produit à quelques reprises dans les spectacles de Bobbejaan Schoepen avec, entre autres, Bob Davidse. En 1951, il remporte un concours de chant à Vilvorde, ce qui lui permet de donner plusieurs concerts à Vilvorde et Malines.
Pendant son service militaire, il commence à composer ses premières chansons, dont Walsherinnering et Slechts alleen voor jou. Il devient après son service chanteur à plein temps à Anvers. Il a produit plusieurs disques et joué dans orchestres variés. À la fin des années 1960, il devient un chanteur de charme en français.